# Inflation Reduction Act
Inflation Reduction Act (IRA), introduceret som Build Back Better Act, er en føderal amerikansk lov eller uformelt en støttepakke, der blev vedtaget af Kongressen og underskrevet af USA's daværende præsident Joe Biden d. 16. august 2022. Loven trådte i kraft pr. 1. januar 2023 og står som en af Bidens største politiske og økonomiske bedrifter i sin præsidentperiode foruden det også er den største og mest ambitiøse klimainitiativ i USA's historie.
Oprindeligt introducerede man et lovforslag under navnet Build Back Better Act i 2021, der senere blev bearbejdet frem til IRA, med flere ændringer i lovgivning og den officielle lovtekst. Alle demokrater i Senatet og Huset stemte for lovforslaget (219–212), mens alle stemmeberettigede republikanere stemte imod det (51–50).
Lovens overordnede mål er at reducere det amerikanske økonomis budgetunderskud og inflationen over tid, ved at øge skatteindtægterne og reducere udgifterne i visse områder. Grundlæggende set fungerer loven derfor også som en støttepakke, der skal tilgodese den grønne omstilling i USA, hvor man bl.a. hæver skatterne for nogle virksomheder og samtidig sænke dem for andre virksomheder, der vil investerer i grøn teknologi og energiprojekter. Derigennem vil staten altså give en vis form for statsstøtte, der vil give virksomhederne incitament til at beholde deres produktion i USA i stedet for at søge udenlands og samtidig mindske afhængigheden af fossile brændstoffer i fremtiden.
Samtidig skal dette også bevirke at amerikanernes samlede udledninger af drivhusgasser inden årtiet er omme og sikre, at USA ikke længere skal være afhængig af grønne udenlandske løsninger fra bl.a. Europa og Asien. Dette har dog også mødt kritik fra udlandet og især EU, i det loven gør det attraktivt for grønne udenlandske virksomheder, at rykke deres produktion til USA, hvilket kan forringe andre landes konkurrenceevne.
En anden central del af lovgivningen er sundshedsvæsenet, hvori man vil gøre det lettere for ældre at få adgang til billigere medicin. Den sætter loft på, hvor meget Medicare kan betale for receptpligtig medicin og giver de offentlige myndigheder mulighed for at forhandle priserne med medicinalfirmaer.
På kort sigt anslås det at loven ikke vil have signifikant effekt på inflationen i USA i årene 2022 og 2023, men at den over tid vil reducere det føderale underskud og gæld. En undersøgelse fra University of Massachusetts projekterer også, at loven vil generere 912.000 job om året. For den enkelte amerikanere har den nødvendigvis ikke en stor effekt på kort sigt, men kan reducere energiregningerne for husejere og give skattefradrag, hvis man ønsker at købe elbiler eller for opstillet solceller, foruden billigere sundshedsforsikringer eller øget arbejdsudbud.